# جان دوئگ
 جان دوئگ (انگلیسی: John Doeg؛ زاده ۷ دسامبر ۱۹۰۸ درگذشته ۲۷ آوریل ۱۹۷۸) یک تنیس‌باز اهل ایالات متحده آمریکا بود.